# Chân dung quý cô X
Quý cô X hay Chân dung quý cô X (tên gốc tiếng Anh: Portrait of Madame X) là tác phẩm tranh sơn dầu của họa sĩ người Mỹ, John Singer Sargent, phác họa chân dung bà Virginie Amélie Avegno Gautreau, vợ của chủ ngân hàng người Pháp, Pierre Gautreau. Quý cô X thể hiện sự đối lập giữa làn da trắng của người mẫu và phông nền trầm tối cùng chiếc váy đen mà cô đang mặc.
Tại Pháp, bức tranh nhận được nhiều ý kiến nhận xét trái chiều ngay khi ra mắt công chúng năm 1884, tuy vậy sau này lại thiết lập một sự nghiệp thành công cho Sargent tại Anh Quốc và Mỹ.

## Hình ảnh

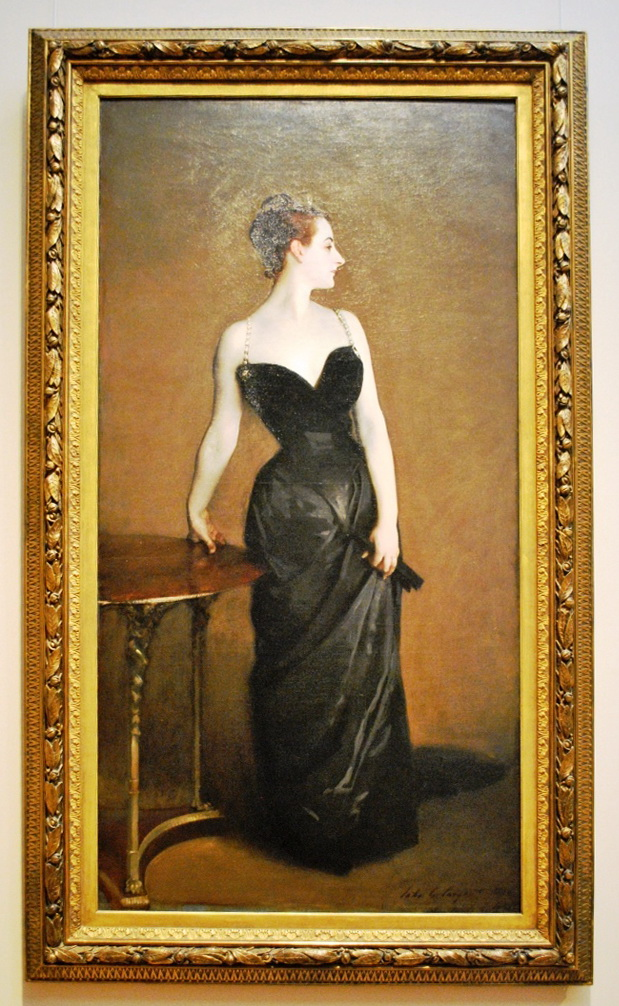
Trưng bày tại viện bảo tàng Mỹ thuật Metropolitan
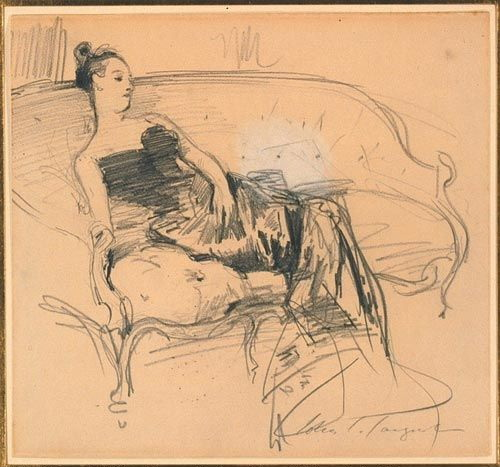
Bản phác Quý cô X, người mẫu nằm trên ghế
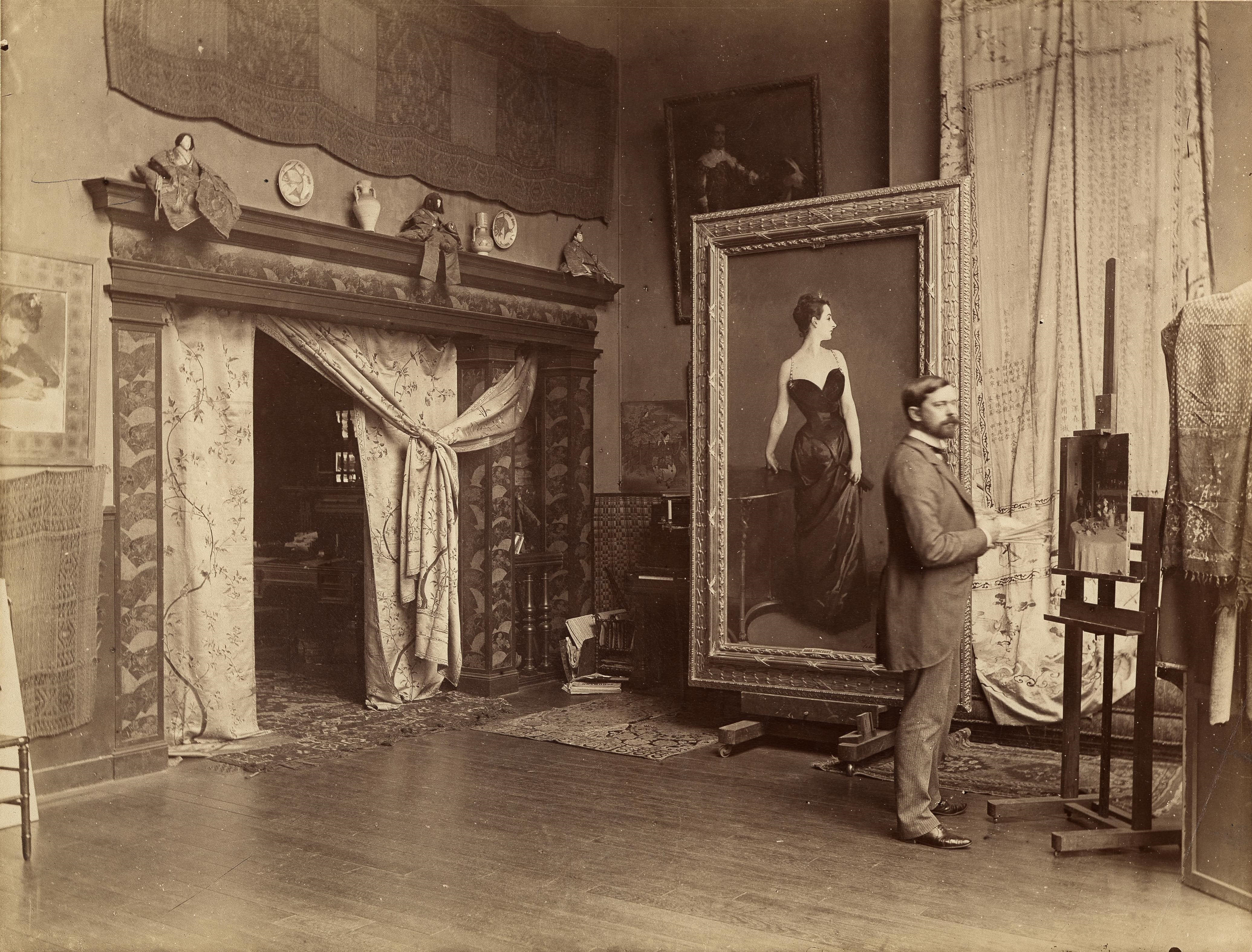
Sargent tại phòng vẽ của ông ở Paris
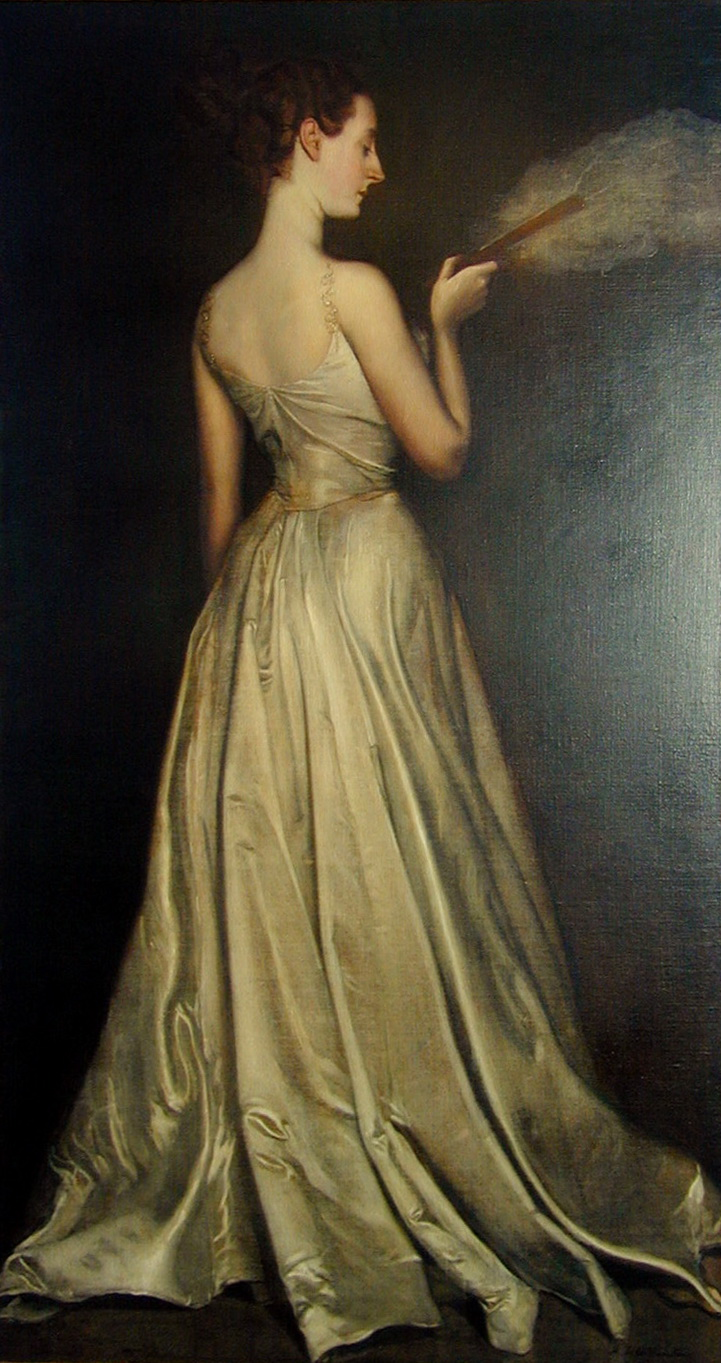
Antonio de La Gándara, Madame Pierre Gautreau, 1898
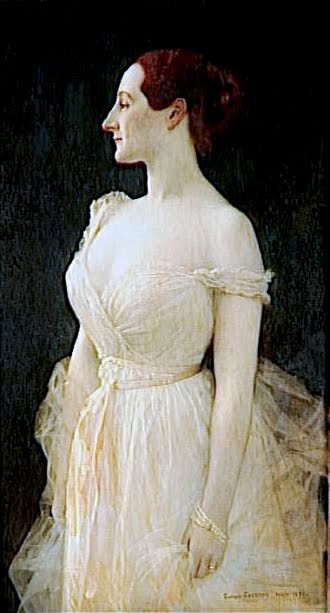
Gustave Courtois, Madame Gautreau, 1891
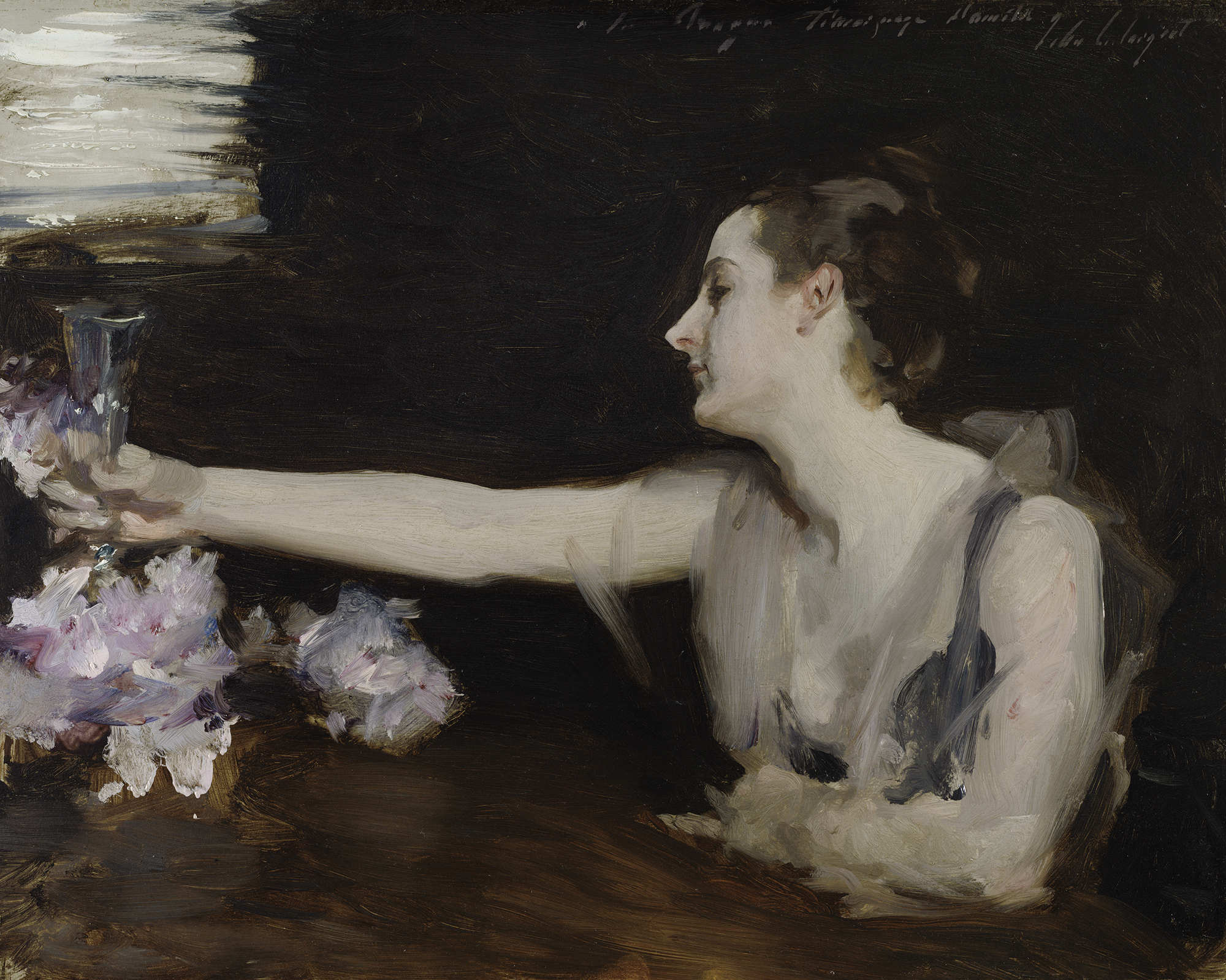
Madame Gautreau Drinking a Toast, 1882–83
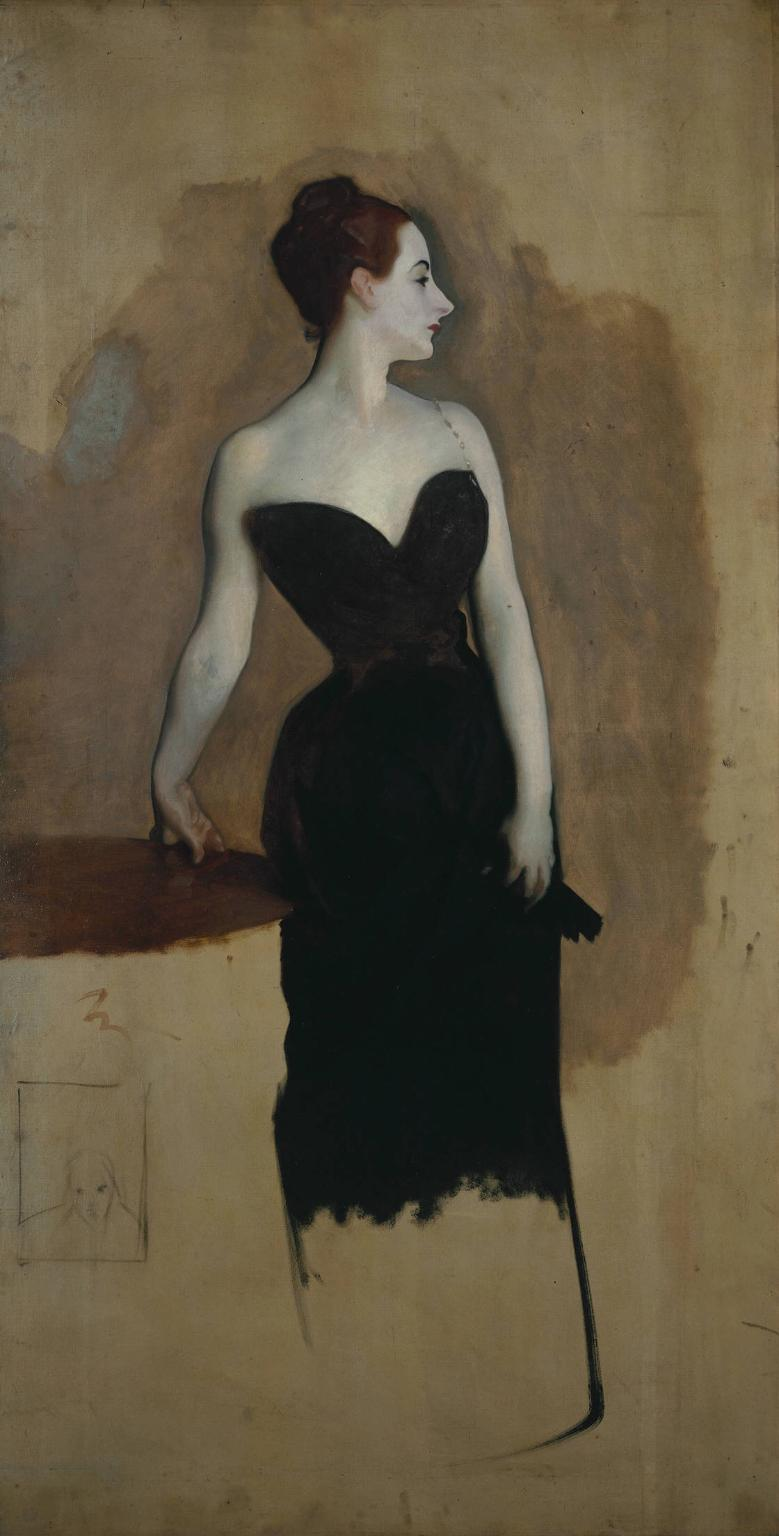
Bản phác tác phẩm